# Zombie Revenge
Zombie Revenge es un videojuego beat 'em up lanzado para arcades y Dreamcast en 1999. Armados con puños, pies y cualquier arma que encuentren en el camino, los jugadores tienen la tarea de librar a una ciudad sin nombre de zombis. Originalmente titulado Blood Bullet: The House of the Dead Side Story, el juego pasó a llamarse Zombies Nightmare antes de que Sega decidiera el nombre Zombie Revenge.Este juego sirve como un derivado de la popular serie de juegos de armas ligeras The House of the Dead de Sega y contiene numerosas referencias a su serie principal. Acclaim Entertainment iba a lanzar una adaptación del juego para PlayStation 2 y Acclaim Studios Teesside la adaptaría, pero finalmente fue cancelada. 

## Trama y jugabilidad
Un plan gubernamental ultrasecreto para utilizar a los muertos con fines militares llamado UDS, Undead Soldier es arrojado a la oscuridad por una entidad desconocida. Un año después, la ciudad queda asolada por zombis. Se envían tres de los mejores agentes de AMS: Stick Breitling, Linda Rotta y Rikiya Busujima. Son enviados para eliminar al enemigo y localizar al misterioso líder de este ataque, conocido sólo como "Zed". Después de luchar por la ciudad, finalmente se enfrentan a Zed, quien revela que el padre de Stick estuvo involucrado en el proyecto UDS. Zed quiere vengarse de sus padres, quienes fueron asesinados como parte del proyecto. Desprecia a todos los humanos y desea convertirlos a todos en zombis propagando el virus. Zed desata un poderoso UDS dentro de él al que llama Dios de la Destrucción, que planea usar para destruir al resto de los humanos, antes de que los tres agentes lo derroten y salven a la humanidad.Los jugadores luchan contra zombis y jefes en cada nivel mediante combates cuerpo a cuerpo, pistolas u otras armas. Cada jugador elige uno de los tres personajes con diferentes atributos y varios niveles de competencia en combate cuerpo a cuerpo y armas de fuego. La versión Dreamcast del juego agrega un modo de batalla en el que dos jugadores pueden luchar entre sí en un combate uno contra uno.
Como spin-off, el juego contiene varias referencias al juego original The House of the Dead . Los zombis suenan y se ven igual que en el primer juego, y los protagonistas principales tanto de la serie original como de Revenge son agentes de AMS. Al comienzo del juego, se pueden ver íconos de computadora de Thomas Rogan y "G" en el escritorio de Linda. La Mansión Curien vista en la primera Casa de los Muertos aparece como su propio escenario, llamado "La Casa de los Muertos" y se utiliza la música del primer escenario. El jefe final de Revenge se llama Black Magician Type 01. La secuencia de créditos del juego también es similar, pasando por las etapas del juego hasta el comienzo del mismo.

## Recepción
Tras su lanzamiento, la versión Dreamcast recibió críticas "mixtas" según el sitio web de agregación de reseñas Metacritic .  Chris Charla de NextGen dijo sobre el juego: "Se ve genial, se juega bien, pero terminarás para siempre en cuatro horas. Encuentra una tienda de videos y alquílalo".  En Japón, Famitsu le dio una puntuación de 32 sobre 40. 
También en Japón, Game Machine incluyó la versión arcade en su edición del 15 de abril de 1999 como el tercer juego arcade de mayor éxito del mes. 
En una reseña, Four-Eyed Dragon de GamePro dijo sobre la versión de Dreamcast: "Para aquellos que no obtuvieron suficiente acción beat-em-up de Dynamite Cop, vale la pena alquilar Zombie Revenge . De lo contrario, el aburrimiento del hit lobotomizado- La acción de patadas y patadas desgastará a cualquier luchador".  [lower-alpha 4] Uncle Dust dijo en otra reseña que la misma versión de consola "tiene acción y gráficos de alto octanaje, lo que se traduce en diversión sin sentido por un tiempo. Pero las frustraciones del juego, incluida su repetición limitada valor y sonido y controles molestos, evita que este juego sea algo "imprescindible" para todos los adictos a la acción, y simplemente lo convierte en un "debería alquilarse" si estás aburrido y [tienes] un amigo al que también le gusta la matanza ".  [lower-alpha 5]